# Eugène Fidler
 (mars 2018).
Si vous disposez d'ouvrages ou d'articles de référence ou si vous connaissez des sites web de qualité traitant du thème abordé ici, merci de compléter l'article en donnant les références utiles à sa vérifiabilité et en les liant à la section « Notes et références ».
Eugène Fidler, né à Bălți (actuelle Moldavie) le 10 janvier 1910, et mort à Roussillon (Vaucluse) le 30 septembre 1990, est un peintre et céramiste français.
Eugène Fidler fait partie des céramistes de Vallauris et est également connu en tant que peintre collagiste et aquarelliste. Ses œuvres ont été acquises par des collectionneurs du monde entier et il a exposé en France et à l’étranger.

## Biographie
Eugène Fidler naît en 1910 à Bălti, alors ville russe de Bessarabie. Sa sœur, Aline, qui deviendra pianiste, naît à Varsovie en 1917. L'année suivante, sa famille s’installe en France. Il suit alors des études primaires et secondaires en Suisse, en Allemagne et au lycée Masséna de Nice, jusqu'en 1928. Il est naturalisé français en juin 1929. 
De 1930 à 1937, il poursuit des études artistiques à l’École nationale supérieure des beaux-arts de Paris, puis à l’Académie Julian.
En 1940, il épouse sa première femme Edith Giler, qui a fui l’Allemagne nazie avec sa famille et s’installe à Mougins, où il apprend et travaille la céramique avec elle.
En 1943, il fuit la côte lors de l’arrivée des occupants allemands pour se réfugier à Roussillon, en Provence. Il peint et travaille alors la céramique avec sa femme Edith. Ils produisent des boutons, des colliers et des boucles d'oreille. Il expose sous le faux nom de Fournier pour échapper aux lois anti-juives. Il y rencontre Samuel Beckett et le peintre Henri Hayden, tous deux également réfugiés.
Lors de la libération de la Provence en 1944, il retourne à Mougins. Edith et lui produisent des objets utilitaires en céramique (des cendriers, vases, plats, bougeoirs…). En 1947, naît leur fille aînée, Catherine (connue sous le nom d'auteure de Cathie Fidler). Mais trois années plus tard, il divorce et part travailler à Paris.
En 1952  Eugène s’installe à Vallauris où il expose régulièrement, notamment au Nérolium. Il y rencontre celle qui devient sa deuxième femme en 1956 : Edith Ramos Da Costa, originaire d'une île des Açores, (Terceira), Edith était venue en France du Portugal pour apprendre la céramique dans un atelier de Vallauris (celui de René Maurel) pendant un an, leur fille Nathalie (Natacha) nait en 1956 à Cannes. Edith ne travaillera ensuite aux côtés de son mari qu'après leur installation dans leur maison à Roussillon-en Provence en 1969. Ils effectueront, toujours ensemble, de fréquents voyages principalement en Espagne, aux Baléares, ainsi qu'au Portugal et aux Açores. 
Eugène Fidler a peint et travaillé la céramique dans son atelier à Roussillon-en-Provence jusqu’à sa mort en 1990.

## 1 Travaux
En peinture, Eugène Fidler a travaillé de nombreuses techniques dont l’huile, l’aquarelle, la gravure, la linogravure, le crayon graphite, et même la pointe feutre, mais c’est celle du collage qu’il a le plus exploitée.
Indépendant des modes et des tendances, il a développé son propre style artistique en s’inspirant de sa mythologie et de son univers personnels, ainsi que des découvertes occasionnées par ses voyages.
En céramique, il a utilisé la terre chamottée, essentiellement sans tourner, mais en façonnant toutes ses pièces à la main, à l'estampage à la plaque, ou au moulage. Ami des céramistes du « Triptyque », il fait partie de ceux qui expérimentent diverses techniques de cuisson et d’émaillage, et d’empreintes.
Il a aussi réalisé des travaux plus importants en taille dans le cadre du 1 % (loi Malraux), pour les résidences de France, à Cannes, et pour une école primaire à Plessis-Bouchard.

## Expositions
- Cannes, Galerie Martin-Gruzon, avec Delpierre, Krizek, Diato et Gilbert Portanier (1949)
- Vallauris au Nérolium et à la Biennale de Céramique d’Art (1958)
- Barcelone – Sala Gaspar (1958)
- Cannes, Galerie 65 et Galerie Art de France (1961, 1969)
- Nice - Galerie de l’hôtel Plaza (1965)
- Los Angeles – Philadelphia Gallery
- San Remo - Galerie Beniamino (1968)
- Avignon – Galerie Odile Guérin (1973)
- Bonn (Allemagne) Exposition individuelle à l’Institut français (1979)
- Le Caire – Résidence Consulaire (1981)
- Ménerbes-en-Provence - Galerie Cance-Manguin – (1982)
- Zûrich – Galerie Kringel (1985)
- Verbier – Atelier Flaminia (1990)
- Oberhausen (Allemagne) collection permanente du musée Städische Galerie Schloss.
- Château-Musée de Cabriès, France, 1999, collages présentés aux côtés des céramiques de Roger Capron
- HOMMAGE pour le centenaire d'Eugène Fidler à Roussillon au conservatoire des ocres (OKHRA) en 2010
- Château La Nerthe (Châteauneuf-du-Pape Vaucluse) 2011
- Musée Magnelli, musée de la céramique : Exposition "Vallauris Ville Atelier" (2021). Deux œuvres exposées, dans le cadre d'une importante rétrospective du travail des céramistes majeurs de la période allant de 1938 à1962.

### Filmographie
- Eugène et Edith Fidler : À l’Atelier, film de Binder, exposition à l’Institut français de Bonn (Allemagne), 1979.
- Interview for the Beckett Project : Eugène Fidler, Virginia – États-Unis, film de James Knowlson, 1989.
- Fidler, exposition au château-musée de Cabriès, FR3–Régions, 1999.